# Мими Содре
Бенжамин де Алмейда Содре (порт. Benjamin de Almeida Sodré; 10 апреля 1892, Белен — 22 февраля 1982, Рио-де-Жанейро), более известный под именем Мими Содре (порт. Mimi Sodré) — бразильский футболист начала XX века, левый крайний нападающий. Сын политика Лауро Содре.

## Биография
Провёл два матча за сборную Бразилии, забил один мяч. Участник чемпионата Южной Америки 1916, где провел один матч. Большую часть карьеры выступал за клуб «Ботафого», также играл за «Америку». Среди прочих игроков выделялся чрезвычайно честной игрой, в частности, когда он видел, что кто-то из его партнёров по команде подыгрывал себе рукой, то останавливался и обращался к судье, что было нарушение правил.
После окончания выступлений стал основоположником скаутинга футболистов в Бразилии, написав книгу «Руководство скаутов» в 1925 году. Позже стал одним из организаторов Союза скаутов Бразилии (порт. União dos Escoteiros do Brasil). Мими Содре удостоен множества наград, среди которых признание его почетным гражданином Рио-де-Жанейро и получение памятного символа — Серебряный тапир, высшей награды для скаутов Бразилии. С 1941 по 1942 год был президентом «Ботафого».

## Титулы и достижения
- Чемпион штата Рио-де-Жанейро: 1910, 1912
- Лучший бомбардир штата Рио-де-Жанейро: 1912 (12 голов), 1913 (13 голов)